# Phare de Sandgerði
Le phare de Sandgerði (en islandais : Sandgerðisviti) est situé à Sandgerði, dans la région de Suðurnes.